# روبرت إيرل جونز
روبرت إيرل جونز (بالإنجليزية: Robert Earl Jones)‏ (3 فبراير 1910 بسيناتوبيا في الولايات المتحدة - 7 سبتمبر 2006 بإنغلوود في الولايات المتحدة) هو ممثل مسرحي وممثل تلفزيوني وممثل أفلام وملاكم أمريكي.

## روابط خارجية
- روبرت إيرل جونز على موقع IMDb (الإنجليزية)
- روبرت إيرل جونز على موقع ألو سيني (الفرنسية)
- روبرت إيرل جونز على موقع قاعدة بيانات برودواي على الإنترنت (الإنجليزية)
- روبرت إيرل جونز على موقع قاعدة بيانات برودواي على الإنترنت (الإنجليزية)
- روبرت إيرل جونز على موقع قاعدة بيانات الفيلم (الإنجليزية)